# Atykane
Atykane (en russe : Атыкан) est une île du nord-est de la mer d'Okhotsk, dans la partie sud du golfe de Chelikhov, dans l'oblast de Magadan. Il s'agit de la deuxième plus grande des îles Iamsk.

## Toponyme
Selon le Dictionnaire toponymique du nord-est de l'URSS (Топонимический словарь Северо-Востока СССР (ru)), le nom vient d'un mot évène signifiant « vieille femme », « grand-mère ».

## Géographie
Elle est composée d'une crête rocheuse qui dépasse de l'eau avec des parois abruptes et des éboulis. La crête axiale est orientée du nord-ouest au sud-est. À la pointe sud de l'île se trouve une grotte profonde et spacieuse, près de laquelle est situé un phare automatique. L'île n'a pratiquement aucune plage pour accoster.
Elle est située à environ 17,2 kilomètres à l'est de la péninsule de Piaguine et de la baie d'Oudatcha (ru) et à 11 kilomètres à l'ouest se trouve l'île Barane (ru). Sa hauteur la plus élevée est de 384 mètres.
Environ 15 000 couples de fulmars, 4 000 couples de mouettes tridactyles et 25 000 couples de guillemots à bec épais et à bec grêle nichent sur l'île. Elle fait partie de la réserve naturelle de Magadan.